# 昌吉站
昌吉站是位于中华人民共和国新疆维吾尔自治区昌吉回族自治州昌吉市三工镇的一个铁路车站，邮政编码831100。车站建于1985年，有兰新铁路乌阿段经过该站；车站及其上下行区间均为电气化区段，距离乌鲁木齐站41公里。车站隶属中国铁路乌鲁木齐局集团乌西站，是二等站，共有8条到发线和4条专用线，每日接发列车95对；现仅办理货运，不办理客运业务。